# اغواگر بزرگ
اغواگر بزرگ (به کره‌ای: 위대한 유혹자; لاتین‌نویسی اصلاح‌شده: Widaehan Yuhokja) یک مجموعه تلویزیونی محصول کره جنوبی در سال ۲۰۱۸ با بازی وو دو هوان، جوی، کیم مین جه و مون گا یونگ است. این مجموعه بر پایهٔ رمان فرانسوی روابط خطرناک از پیر-آمبرواز شودرلو دو لاکلو است. این مجموعه از ۱۲ مارس تا ۱ مه ۲۰۱۸، روزهای دوشنبه و سه‌شنبه ساعت ۲۲:۰۰ (کی‌اس‌تی) از ام‌بی‌سی پخش شد. اغواگر بزرگ در ۱ فوریه ۲۰۲۰ در نتفلیکس منتشر شد.

## بازیگران

### اصلی
- وو دو هوان در نقش کوان شی هیون[۱۱]
- جوی در نقش اون ته هی[۱۱]
- کیم مین جه در نقش لی سه جو[۱۲]
- مون گا یونگ در نقش چوی سو جین[۱۳]

## تولید
- این مجموعه قبلاً با نام بازی عشق: اغواگری بزرگ (به انگلیسی: Love Game: The Great Seduction; کره‌ای: 러브게임: 위대한 유혹; لاتین‌نویسی اصلاح‌شده: Reobeugeim: Widaehan Yuhok) شناخته می‌شد.[۵]
- در ابتدا به یو جین گو نقش اصلی مرد پیشنهاد شده بود، اما در نهایت رد کرد.[۱۴]
- اولین جلسهٔ فیلم‌نامه‌خوانی با گروه بازیگران در ۱۶ ژانویه ۲۰۱۸ در ایستگاه پخش ام‌بی‌سی در سانگام-دونگ، سئول، کره جنوبی انجام شد.[۱۵]

## بازخورد
براساس نظرسنجی تلویزیونی گود دیتا کورپوریشن، اغواگر بزرگ در جایگاه اول درام‌های آنلاین در میان تمام درام‌های پخش شده در کره جنوبی قرار گرفت. همچنین در فهرست ۱۰ سریال برتر که در مورد آنها بیشتر بحث می‌شود قرار گرفت و جوی و وو دو هوان نیز در فهرست ۱۰ بازیگر برتر که بیشتر مورد بحث قرار گرفته‌اند، به‌ترتیب در جایگاه دوم و سوم لیست قرار گرفتند.